# یواس‌اس فورد (ای‌ام‌اس-۱۹۰)
یواس‌اس فورد (ای‌ام‌اس-۱۹۰) (به انگلیسی: USS Falcon (AMS-190)) یک کشتی است که طول آن ۱۴۴ فوت (۴۴ متر) می‌باشد. این کشتی در سال ۱۹۵۳ ساخته شد.